# Bobby Simmons
Bobby Dean Simmons (Chicago, 2 giugno 1980) è un ex cestista statunitense, professionista nella NBA.

## Carriera
Dopo aver giocato a livello liceale per la Simeon High School di Chicago, Illinois è passato alla DePaul University, dove in 3 anni ha segnato 13,6 punti di media a partita. Finita la carriera NCAA è stato scelto nel Draft NBA 2000 al secondo giro con il numero 13 dai Seattle SuperSonics.
Partito in sordina ha visto il suo minutaggio e le sue cifre crescere di anno in anno fino ad arrivare a 13,4 punti in 33 minuti a partita nell'ultima stagione giocata con i Milwaukee Bucks. Un brutto infortunio al tallone l'ha tenuto fuori per tutta la stagione 2006-07. Ex componente della squadra nazionale juniores americana.

## Statistiche

### College
| Anno      | Squadra          | PG | PT | MP   | TC%  | 3P%  | TL%  | RP  | AP  | PRP | SP  | PP   |
| --------- | ---------------- | -- | -- | ---- | ---- | ---- | ---- | --- | --- | --- | --- | ---- |
| 1998-1999 | DePaul B. Demons | 31 | 31 | 30,6 | 37,3 | 27,7 | 79,3 | 6,1 | 2,6 | 1,7 | 0,1 | 11,2 |
| 1999-2000 | DePaul B. Demons | 33 | 33 | 30,6 | 46,1 | 32,6 | 75,9 | 7,9 | 1,6 | 1,5 | 0,3 | 13,1 |
| 2000-2001 | DePaul B. Demons | 29 | 28 | 33,8 | 44,7 | 37,0 | 80,0 | 8,6 | 2,5 | 0,8 | 0,1 | 16,7 |
| Carriera  | Carriera         | 93 | 92 | 31,6 | 42,8 | 33,1 | 78,3 | 7,5 | 2,2 | 1,3 | 0,2 | 13,6 |

### NBA

#### Regular Season
| Anno      | Squadra           | PG  | PT  | MP   | TC%  | 3P%  | TL%  | RP  | AP  | PRP | SP  | PP   |
| --------- | ----------------- | --- | --- | ---- | ---- | ---- | ---- | --- | --- | --- | --- | ---- |
| 2001-2002 | Wash. Wizards     | 30  | 3   | 11,4 | 45,3 | 28,6 | 73,3 | 1,7 | 0,6 | 0,4 | 0,2 | 3,7  |
| 2002-2003 | Wash. Wizards     | 36  | 2   | 10,5 | 39,3 | 0,0  | 91,4 | 2,1 | 0,6 | 0,3 | 0,1 | 3,3  |
| 2003-2004 | L.A. Clippers     | 56  | 8   | 24,6 | 39,4 | 16,7 | 83,4 | 4,7 | 1,7 | 0,9 | 0,3 | 7,8  |
| 2004-2005 | L.A. Clippers     | 75  | 74  | 37,3 | 46,6 | 43,5 | 84,6 | 5,9 | 2,7 | 1,4 | 0,2 | 16,4 |
| 2005-2006 | Milwaukee Bucks   | 75  | 74  | 33,8 | 45,3 | 42,0 | 82,5 | 4,4 | 2,3 | 1,1 | 0,3 | 13,4 |
| 2007-2008 | Milwaukee Bucks   | 70  | 21  | 21,7 | 42,1 | 35,1 | 75,7 | 3,2 | 1,1 | 0,7 | 0,1 | 7,6  |
| 2008-2009 | N.J. Nets         | 71  | 44  | 24,4 | 44,9 | 44,7 | 74,1 | 3,9 | 1,3 | 0,7 | 0,1 | 7,8  |
| 2009-2010 | N.J. Nets         | 23  | 2   | 17,2 | 35,9 | 31,7 | 90,0 | 2,7 | 0,7 | 0,7 | 0,1 | 5,3  |
| 2010-2011 | San Antonio Spurs | 2   | 0   | 8,0  | 0,0  | 0,0  | -    | 0,0 | 1,0 | 0,0 | 0,0 | 0,0  |
| 2011-2012 | L.A. Clippers     | 28  | 0   | 14,9 | 31,1 | 33,3 | 57,1 | 2,0 | 0,4 | 0,5 | 0,1 | 2,9  |
| Carriera  | Carriera          | 466 | 228 | 24,7 | 43,7 | 39,6 | 82,3 | 3,8 | 1,5 | 0,8 | 0,2 | 9,0  |

#### Playoffs
| Anno     | Squadra         | PG | PT | MP   | TC%  | 3P%  | TL% | RP  | AP  | PRP | SP  | PP  |
| -------- | --------------- | -- | -- | ---- | ---- | ---- | --- | --- | --- | --- | --- | --- |
| 2006     | Milwaukee Bucks | 5  | 5  | 31,8 | 33,3 | 41,7 | -   | 3,6 | 2,0 | 1,8 | 0,2 | 6,6 |
| 2012     | L.A. Clippers   | 4  | 1  | 8,0  | 55,6 | 25,0 | -   | 0,3 | 0,0 | 0,0 | 0,0 | 2,8 |
| Carriera | Carriera        | 9  | 6  | 21,2 | 37,3 | 37,5 | -   | 2,1 | 1,1 | 1,0 | 0,1 | 4,9 |

## Palmarès
- NBA Most Improved Player (2005)